# Dinastía alauí
Alauí o alauita (en árabe: علوي ʿAlāwī) es la dinastía actualmente reinante en Marruecos. Su denominación procede del nombre de su fundador, Alí o Mulay Alí al-Sharif que se convirtió en sultán de Tafilalet en 1631. Su hijo Mulay Mohámed al-Rashid bin Sharif (1664-1672) consiguió unificar y pacificar el país. Asimismo parece ser descendiente de algún jerife de Tafilalet, que a su vez se suponían descendientes de Mahoma a través de la línea de Alí ibn Abi Tálib y Fátima az-Zahra (hija de Mahoma). Alí ibn Abi Tálib fue el cuarto sucesor (califa) de Mahoma.

## Historia

### Conquista
Según la tradición, los alauitas entraron en Marruecos a finales del siglo XIII, cuando Al-Hasan ad-Dájil, que vivía entonces en la ciudad de Yanbu en el Hiyaz, fue llevado a Marruecos por los habitantes de Tafilalet para ser su imán. Tenían la esperanza de que, como él era un descendiente de Mahoma, su presencia ayudaría a mejorar sus cultivos de palmera datilera gracias a su Baraka ("bendición, gracia"), un término árabe que significa un sentido de la presencia o carisma divino. Sus descendientes comenzaron a aumentar su poder en el sur de Marruecos después de la muerte del gobernante saadí Ahmad al-Mansur (1578-1603). En 1669, el último sultán saadí fue derrocado en la conquista de Marrakech por Mulay al-Rashid (1664-1672). Después de la victoria sobre los Zawiya de Dila, que controlaban el norte de Marruecos, fue capaz de unir y pacificar el país.

### Estado centralizado
La organización del sultanato se desarrolló bajo Ismaíl de Marruecos (1672-1727), quien, en contra de la oposición de las tribus locales empezó a crear un Estado unificado. Debido a que los alauitas tuvieron relaciones difíciles con muchas de las tribus bereberes del país y tribus árabes beduinas, Ismaíl formó un nuevo ejército de esclavos negros, la Guardia Negra. Sin embargo, la unidad de Marruecos no sobrevivió a su muerte, en el tiempo que siguió hubo luchas por el poder, las tribus se convirtieron en una fuerza política y militar, una vez más.
Sólo con Mohamed III de Marruecos (1757-1790) podría ser el reino pacificado y la administración reorganizada. Un nuevo intento de centralización fue abandonado, y a las tribus se les permitió conservar su autonomía. Bajo Abd ar-Rahmán ibn Hisham (1822-1859) Marruecos cayó bajo la influencia de los poderes europeos. Cuando Marruecos apoyó el movimiento independentista argelino del emir Abd al-Qadir, fue derrotado por los franceses en 1844 en la batalla de Isly y obligado a abandonar su apoyo.

### Contacto europeo y los protectorados francés y español
Durante los reinados de Mohamed IV (1859-1873) y Hasan I (1873-1894), los alauitas trataron de fomentar los vínculos comerciales, sobre todo con países de Europa y con Estados Unidos. El ejército y la administración también se modernizaron para mejorar el control sobre las tribus bereberes y beduinas. Con la guerra contra España (1859-1860) llegó participación directa en los asuntos europeos. Aunque la independencia de Marruecos estuvo garantizada en la Conferencia de Madrid (1880), los franceses ganaron una influencia cada vez mayor. Los intentos alemanes para contrarrestar esta creciente influencia provocaron la primera crisis marroquí de 1905-1906 y la segunda crisis marroquí de 1911.
Al final los marroquíes se vieron obligados a reconocer el Protectorado francés a través del Tratado de Fez, firmado el 3 de diciembre de 1912. Al mismo tiempo, el área del Rif del norte de Marruecos cayó bajo el control español. Bajo el protectorado (1912-1956), la infraestructura se invirtió en gran medida con el fin de vincular las ciudades de la costa del Atlántico a la zona de influencia, unificando así a Marruecos en una sola región económica.

### Movimiento de independencia
El régimen de protectorado se enfrentó la oposición de las tribus. En 1930, los bereberes fueron puestos bajo la jurisdicción de los tribunales franceses, lo que marca el inicio del movimiento de independencia. En 1944, se fundó el Istiqlal y fue apoyado por el sultán Mohamed V (1927-1961). Francia se vio obligada a conceder la independencia de Marruecos, el 2 de marzo de 1956, dejando tras de sí el legado de la urbanización y la economía industrial en algunas ciudades por un lado, y la destrucción y el aislamiento en las áreas que fueron sede de la resistencia bereber contra Francia y España por el otro.

### Reinado de Mohámed V
En 1956 Marruecos consigue la independencia, y comienza a reclamar algunos territorios pasando, a la vez, de sultanato a reino.
- Guerra del Ifni, entre diciembre de 1957 y julio de 1958: fuerzas irregulares marroquíes atacaron la provincia española de Ifni y asediaron la ciudad de Sidi Ifni.
- En 1958 se firmaron los acuerdos de Cintra (2 de abril), en los que España cedió Cabo Juby a Marruecos.
- En 1961 falleció Mohámed V, subiendo al trono su hijo Hasán II.

### Reinado de Hasán II
Hasán II puso en marcha un sistema parlamentario en el que, sin embargo, tenía muchas prerrogativas, y donde el Majzén funcionaba como un Estado paralelo. En la práctica, el sistema político se parecía más a una monarquía absoluta que a una monarquía constitucional de tipo europeo, con una férrea represión política bajo la que desaparecieron varios centenares de personas y con la familia real como propietaria directa de buena parte de las tierras, industrias y recursos del país.
Sufrió varios intentos de asesinato de los que salió ileso de forma casi milagrosa, lo que utilizó para crearse un aura de personaje santo elegido por Dios (además de rey era príncipe de los creyentes, título que históricamente corresponde a los califas y que hoy en día solo existe en Marruecos).
- Hasan II, reivindicó ante Francia derechos de anexión sobre Mauritania y la mitad occidental del desierto de Argelia, pero Francia no reconoció tales derechos y les concedió la independencia.
- En 1963 Marruecos entra en guerra con Argelia.
- El 29 de octubre de 1965, los servicios secretos marroquíes secuestraron en París a Mehdi Ben Barka, líder demócrata marroquí.
- En 1969, debido a la presión internacional, España cede finalmente Ifni a Marruecos.
- En 1975, con la "marcha verde" Marruecos invadió el Sáhara Occidental, y se lo anexionó en contra del dictamen de la ONU.
- En 1975 se firmaron los tratados de Madrid en los cuales España decide entregar los territorios del Sahara occidental a Marruecos y Mauritania, acto seguido los soldados españoles salen del territorio y por el norte entran el ejército marroquí y por el sur el ejército de Mauritania. El Frente Polisario (Frente para la liberación de Saguia Al Hamra y Río de oro), declara la guerra a Marruecos y Mauritania. Gran parte de la población saharaui huye hacia territorios argelinos perseguidos por la aviación del reino de Marruecos, allí se organizan en campamentos de refugiados.

En 1979 Mauritania se retiró del conflicto, y Marruecos no tardó en anexionarse la mayor parte del territorio saharaui, incluso lo reivindicado por Mauritania. Durante los años ochenta, la estrategia de Marruecos consistió en consolidar progresivamente su control en el territorio, y la construcción de un muro de defensa que supera los 2700 km, con unidades de vigilancia conectadas a las de intervención, equipadas de radares y protegido con alambres de espinos. Una zona de varios centenares de metros con campos de minas prohíbe el acceso. En 1991, tras la mediación de la ONU las partes firman un acuerdo de alto al fuego con la condición de la celebración de un referéndum en los próximos años. En 1998, se comenzó a realizar el censo para la celebración del referéndum pero Marruecos no aceptó continuar e impugnó el proceso.
- A comienzos de la década de 1990, Hasan II comenzó a reformar el Estado, con la convocatoria de elecciones, la introducción de un sistema parlamentario bicameral y la puesta en marcha en 1998 del llamado gobierno de alternancia, ayudado por el dirigente socialista Abderramán Yusufi.

### Reinado de Mohámed VI
Hijo de Hasan II, subió al trono el 23 de julio de 1999, tras la muerte de su padre. Ha declarado que la justicia, la educación y los derechos humanos formarán el esqueleto de su política.[cita requerida]

## Dinastía alauí

### Sultanes de Tafilalet
- 1631-1636: Alí al Sharif, sultán de Tafilalet y fundador de la Dinastía alauita.
- 1636-1664: Mohámmed I, sultán de Tafilalet, en 1659 invadió el Sultanato saadí.
- 1664-1672: Muhammad al-Rashid bin Sharif, sultán de Tafilalet, conquistó Marrakech el 7 de septiembre de 1668.

### Sultanes de Sharifa
- 1672-1727: Ismaíl. En 1684 se anexionó Tánger y en 1689 invadió Larache, en poder de España.
- 1727-1728: Áhmed Dehaby (1.er reinado)
- 1728:      Abdul Malik bin Ismail
- 1728-1729: Áhmed Dehaby (2° reinado)
- 1729-1735: Abdalá (1.er reinado)
- 1735-1736: Alí
- 1736:      Abdalá (2.º reinado)
- 1736-1738: Mohámmed II
- 1738-1740: Al Mustadi
- 1740-1745: Abdalá (3.er reinado)
- 1745:      Zin al-Abidin
- 1745-1757: Abdalá (4.º reinado)
- 1757-1790: Mohámmed III
- 1790-1792: Yazid
- 1792-1822: Suleimán
- 1822-1859: Abderramán
- 1859-1873: Mohámmed IV
- 1873-1894: Hasán I
- 1894-1908: Abdelaziz
- 1908-1912: Abd al-Hafid
- 1912-1927: Yúsuf
- 1927-1953: Mohámmed V
- 1953-1955: Mohámmed VI

### Reyes de Marruecos
- 1955-1957: Mohámmed V, Fundador del Reino de Marruecos
- 1961-1999: Hasán II, Hijo de Mohamed V.
- 1999-presente: Mohámed VI, Actual Rey de Marruecos.